# Florin Cheran
Florin Cheran (* 5. April 1947 in Râmnicu Vâlcea) ist ein ehemaliger rumänischer Fußballspieler. Der Verteidiger bestritt 326 Spiele in der höchsten rumänischen Fußballliga, der Divizia A.

## Karriere

### Verein
Die Karriere von Florin Cheran begann bei Electronica Bukarest in der Divizia B. Nach dem Abstieg im Jahr 1969 nahm ihn mit Dinamo Bukarest ein rumänischer Spitzenklub aus der Divizia A (heute Liga 1) unter Vertrag. Bei Dinamo konnte er sich schon in seiner zweiten Spielzeit als Stammspieler etablieren und wurde mit dem Klub rumänischer Meister. Diesen Erfolg konnte er in den Jahren 1973, 1975 und 1977 wiederholen.
Im Jahr 1980 verließ Cheran nach elf Jahren Dinamo und kehrte in seine Heimatstadt zu Chimia Râmnicu Vâlcea zurück, das ebenfalls in der Divizia A spielte. Nach zwei Spielzeiten im Mittelfeld der Liga beendete er im Jahr 1982 seine aktive Laufbahn, die er nur kurz wieder aufnahm, als er bei Dinamo Bukarest in der Saison 1985/86 für ein Spiel aushelfen musste.

### Nationalmannschaft
Cheran bestritt 38 Spiele für die rumänische Fußballnationalmannschaft, konnte dabei aber kein Tor erzielen. Er debütierte am 18. April 1971 im Spiel gegen Albanien. Nach drei Spielen wurde er von Nationaltrainer Angelo Niculescu nicht weiter berücksichtigt und kehrte er im Jahr 1974 in den Kreis der Nationalmannschaft zurück. Am 5. Juni 1974 feierte er im Freundschaftsspiel gegen die Niederlande sein Comeback unter Trainer Valentin Stănescu.
Cheran gelang es nicht, sich mit dem Nationalteam für ein großes Turnier zu qualifizieren. Die Teilnahme an der Europameisterschaft 1976 verpasste er ebenso wie die Qualifikation zur Weltmeisterschaft 1978. Seinen letzten Auftritt hatte er am 5. Mai 1978 im Balkan-Cup-Spiel gegen Bulgarien, als er bereits nach 24 Minuten für Mihai Zamfir ausgewechselt wurde.

## Erfolge
- Rumänischer Meister: 1971, 1973, 1975, 1977